# LAG Nr. 360 und 361
Die Triebwagen 360–361 waren zweiachsige elektrische Triebwagen der Lokalbahn Aktien-Gesellschaft (LAG) für verschiedene Nebenbahnen der Gesellschaft in Normalspur. Die Fahrzeuge gelten als die ersten elektrischen Fahrzeuge, die auf einer Vollbahn gefahren sind, Nach der Verstaatlichung der LAG wurden die Triebwagen von der Deutschen Reichsbahn übernommen und als ET 184 41 und ET 184 42 bezeichnet. Die Fahrzeuge versahen ihren Dienst bis etwa 1962.

## Geschichte
Die LAG betrieb im süddeutschen Raum mehrere Nebenbahnen, die schon vor 1900 elektrifiziert und mit Triebwagen betrieben worden.
Diese Fahrzeuge waren auf der baden-württembergischen Bahnstrecke Meckenbeuren–Tettnang der LAG bis etwa 1942 eingesetzt. Zusammen mit den Triebwagen wurde je ein Beiwagen beschafft.  Danach wurden sie von den LAG Nr. 501 bis 505 abgelöst, worauf der ET 184 42 ausgemustert wurde. Der ET 184 41 wurde nach derselben Quelle als Fahrleitungsuntersuchungswagen umgebaut und konnte noch in der Form bis 1959 weiterverwendet werden, wobei er auf der Lokalbahn Bad Aibling–Feilnbach eingesetzt gewesen sein soll. Nach 1959 soll der Wagen noch bis 1962 als antriebsloser Turmhilfstriebwagen weiterverwendet worden sein.
Ausmusterungs- und Verschrottungsdaten sind aus der Literatur nicht zu entnehmen, es sind nur noch Fotos erhalten.

## Konstruktion
Ein altes Typenblatt weist die beiden Fahrzeuge als CPw ET Wü 65 aus. Ihre Konstruktion stammt von einem Personenwagen der Königlich Bayerischen Staatseisenbahnen. Von diesem wurde der Wagenkasten übernommen. Der Wagen 360 war zur Ablieferungszeit zweiklassig mit einem Abteil 2. Klasse für 11 Personen und einem Abteil 3. Klasse für 21 Personen ausgestattet. Der Wagen 361 war hingegen von Anfang an nur mit der 3. Klasse ausgeführt.  Etwas außermittig zwischen den beiden Reisendenabteilen wurde ein Gepäck- und Postabteil mit einer großen Schiebetür eingerichtet, beide Reisendenabteile waren zwischen diesem Abteil und den Einstiegsräumen platziert.
Das Untergestell des Fahrzeuges war eine genietete Stahlkonstruktion. Der Wagenkasten war aus Holzprofilen hergestellt und von außen mit Blech verkleidet. Ursprünglich waren die Einstiegsräume offen und der Lokführer versah seinen Dienst lediglich hinter einem Windschutz; zu einem nicht bekannten Zeitpunkt wurden beide Einstiegsräume mit einem trapezförmigen Vorbau mit zwei Türen verschlossen. Außerdem wurde dabei auch der Wagen 360 einklassig mit zwei Abteilen 3. Klasse.
Beide Wagen wurden mechanisch von der MAN gefertigt. Die elektrische Ausrüstung, die sich aus der Fahrzeugsteuerung und den beiden vierpoligen in Tatzlager-Bauart ausgeführten Fahrmotoren bestand, stammte bei dem Wagen 360 von den Siemens-Schuckert-Werken und bei dem 361 von Oerlikon. Ursprünglich betrug die Motorleistung lediglich 19 kW, später wurden leistungsfähigere Motoren mit 44 bzw. 42 kW eingebaut. Zu Betriebsbeginn besaß der Triebwagen auf dem Dach einen Stangenstromabnehmer mit Rolle, später ist dieses Konstruktionsdetail modernisiert worden.